# Zdzisław Rynkiewicz
Zdzisław Rynkiewicz (ur. 30 września 1931 w Karolinie, zm. w 2021) – polski artysta fotografik, z wykształcenia nauczyciel muzyki.
Dorobek artystyczny życia przekazał Galerii im. Sleńdzińskich w Białymstoku, z którą – o swoje prawa, pozostaje w sporze sądowym.

## Udział w organizacjach fotograficznych
- Członek rzeczywisty Związku Polskich Artystów Fotografików (1986)
- Członek rzeczywisty Fotoklubu RP
- Członek Królewskiego Towarzystwa Fotograficznego, Wielka Brytania
- Artysta FIAP (AFIAP) (1985)
- Wybitny Artysta FIAP (EFIAP) (1987)
- Członek Honorowy Białostockiego Towarzystwa Fotograficznego
- Członek Honorowy Foto-Klubu Buenos Aires, Argentyna

## Osiągnięcia
- Srebrny medal na Międzynarodowej Wystawie Fotografii Profesjonalnej w Pradze, Czechosłowacja (1973)
- 2 złote medale na Ogólnopolskiej Wystawie Fotografii Zawodowej Spółdzielczości Pracy, Warszawa (1973)
- Medal XX-lecia BTF na XVI Wystawie Fotografii Artystycznej Białostockiego Towarzystwa Fotograficznego, Białystok (1973)
- Złoty medal na XVII Wystawie Fotografii Artystycznej Białostockiego Towarzystwa Fotograficznego, Białystok (1975)
- 2 medale VIII Ogólnopolskiego Biennale Krajobrazu Polskiego, Kielce (1981)
- Srebrny medal na IV Ogólnopolskim Biennale Fotografii „Remis-81”, Poznań (1981)
- Srebrny medal na XIX Wystawie Fotografii Artystycznej Białostockiego Towarzystwa Fotograficznego, Białystok (1981)
- Wyróżnienie na Międzynarodowym Salonie Fotograficznym „DUM-DUM”. Kalkuta, Indie (1982)
- Medal IX Ogólnopolskiego Biennale Krajobrazu Polskiego, Kielce (1983)
- Wyróżnienie na Międzynarodowym Konkursie Fotograficznym ESCH, Luxemburg (1983)
- Dyplom Poznańskiego TF na V Ogólnopolskim Biennale Fotografii „Remis-83”, Poznań (1983)
- 2 złote medale na Ogólnopolskiej Wystawie Fotografii Zawodowej Rzemiosła Polskiego, Katowice (1984)
- Srebrny medal na Jubileuszowej Wystawie Federacji Stowarzyszeń Fotograficznych, Polska (1984)
- Główna nagroda na Jesiennym, Międzynarodowym Salonie Fotograficznym, Poznań (1985)
- Brązowy medal na Ogólnopolskiej Wystawie Rzemiosł Artystycznych „Arsenał”, Polska (1985)
- 2 wyróżnienia na Międzynarodowym Salonie Fotograficznym w Santa-Clara, USA (1986)
- „Błękitna Wstęga FIAP” na Międzynarodowym Salonie Fotograficznym, Japonia (1997)
- Honorowy Dyplom FIAP na Międzynarodowym Salonie Fotograficznym, Japonia (1997)
- Złoty medal FIAP na Międzynarodowym Salonie Fotograficznym, Węgry (1988)
- III Nagroda na Międzynarodowym Konkursie Fotograficznym Commercial Bank of Kuwait (1988)
- Grand Prix na Ogólnopolskim Konkursie Fotograficznym „Spotkanie z Fotografią”, Jastrzębie Zdrój (1988)
- II nagroda na Międzynarodowym Konkursie Fotograficznym w Baden-Baden, Niemcy (1989)
- Medal 150-lecia Fotografii: 1839-1989, w uznaniu zasług dla fotografii polskiej (1989)
- Zdjęcie „Kowboj” zostaje uznane przez amerykańskie czasopismo Popular Photography za „zdjęcie roku 1990”, Nowy Jork, USA (1990)
- I miejsce na Międzynarodowym Konkursie Fotograficznym w kategorii „Żart”, Wielka Brytania (1991)
- Złoty Medal „Zasłużony dla Fotografii Polskiej”

### Nagrody państwowe
- Złoty Krzyż Zasługi RP
- Odznaka „Zasłużony Działacz Kultury”
- Złota i srebrna odznaka honorowa „Zasłużony Białostocczyźnie”
- Brązowy Medal „Zasłużony Kulturze Gloria Artis”